# 巴林 (阿肯色州)
巴林（英語：Barling）是一個位於美國阿肯色州錫巴斯琴縣的城市。

## 地理
巴林的座標為35°19′22″N 94°18′02″W / 35.32278°N 94.30056°W，而該地的平均海拔高度為148米（即486英尺）。

## 人口
根據2020年美國人口普查的數據，巴林的面積為27.67平方千米，當中陸地面積為26.60平方千米，而水域面積為1.07平方千米。當地共有人口4782人，而人口密度為每平方千米172人。